# Giovanni Dolfin (vescovo)
Giovanni Dolfin, spesso italianizzato in Delfino (Venezia, 30 maggio 1529 – Brescia, 1º maggio 1584), è stato un vescovo cattolico italiano.

## Biografia
Giovanni proveniva dalla famiglia patrizia veneziana dei Dolfin dal Banco. Era il maggiore dei quattro figli di Andrea Dolfin, membro del Consiglio dei Dieci e proprietario di una banca privata. Mentre i suoi fratelli seguirono le orme del padre, Giovanni Dolfin intraprese la carriera ecclesiastica. Studiò diritto privato e canonico e teologia presso l'Università di Padova. Si recò poi a Roma e prese parte a missioni diplomatiche per conto del cardinale Antonio Trivulzio. Mantenne stretti contatti con i cardinali Antonio Carafa e Carlo Borromeo. Quest'ultimo in particolare esercitò su di lui una notevole influenza con il suo impegno controriformista e, secondo lo storico Gino Benzoni, Dolfin era quasi sottomesso all'autorità del Borromeo.
Il 3 gennaio 1563 fu nominato vescovo di Torcello durante il pontificato di Pio IV. In quanto tale, prese parte alla fase finale del Concilio di Trento, di cui presiedette le sessioni finali. Lo storico contemporaneo Paolo Paruta descrisse Dolfin, in relazione alla sua partecipazione al Concilio, come una persona colta, informata, curiosa, interessata anche alla vita civile e dotata di una generosa biblioteca privata. Anche lo studioso veneziano Francesco Sansovino elogiò l'amore di Dolfin per i suoi libri, che lo spinse ad abbandonare per lungo tempo la sua sede vescovile di Torcello e a soggiornare a Venezia. Tuttavia, Carlo Borromeo gli impedì anche di svolgere i suoi doveri di vescovo, approfittando della sottomissione di Dolfin e affidandogli affari privati.
All'ombra del Borromeo, gli vennero affidati incarichi diplomatici che ancora una volta lo tennero lontano dalla sua parrocchia. Dall'ottobre 1568 al gennaio 1569 accompagnò il cardinale e nunzio Giovanni Francesco Commendone nella sua missione apostolica a Vienna. Mentre la sua reputazione nella Chiesa cresceva grazie alle sue capacità diplomatiche, la banca privata della famiglia Dolfin fallì nel 1570 con grande clamore. Giovanni Dolfin non dovette essere particolarmente toccato dalla rovina finanziaria della sua famiglia, poiché donò una considerevole somma del suo patrimonio privato alla campagna veneziana contro i turchi a Cipro. Tuttavia, le richieste dei creditori della banca privata della sua famiglia caddero nel vuoto.

### Nunzio apostolico
Il 29 maggio 1571, papa Pio V lo nominò nunzio presso la corte imperiale di Massimiliano II. Mantenne l'incarico dopo la morte di Massimiliano sotto il suo successore Rodolfo II fino al dicembre 1577 o all'aprile 1578, a seconda della fonte. Dopo la sua nomina a nunzio, a Venezia circolarono voci secondo cui egli avesse acquistato la carica, cosa che provocò irritazione alla corte di Vienna. Solo dopo l'intervento del Papa le voci poterono essere dissipate. 
A Vienna, gli fu affidato il compito di convincere l'imperatore Massimiliano II a schierarsi con la Lega Santa e almeno di convincerlo ad unirsi segretamente alla lotta contro i turchi, cosa che l'imperatore, tuttavia, non accettò. Trovò anche scarso sostegno da parte di Massimiliano nel suo tentativo di frenare la diffusione del protestantesimo. Soltanto Rodolfo II accolse la richiesta romana e, dopo Dolfin, promosse nuovamente il cattolicesimo nell'impero. 
Dopo il suo ritorno e un soggiorno con il Papa a Roma, riprese il suo ufficio di vescovo di Torcello nel luglio 1578.
Durante il suo periodo come nunzio a Vienna, ordinò Lambert Gruter, vescovo di Wiener Neustadt, e Tommaso Sperandio Corbelli, vescovo di Trogir.

### Vescovo di Brescia
Il 26 agosto 1579 papa Gregorio XIII lo nominò vescovo di Brescia, succedendo al vescovo Domenico Bollani, da poco scomparso. La sua assunzione dell'incarico nel novembre dello stesso anno, che fu costosa per la città di Brescia, passò agli annali della città.
In quanto suffraganeo della diocesi di Milano, il vescovo Giovanni Dolfin era ora più o meno direttamente subordinato all'arcivescovo di Milano, Carlo Borromeo. Una situazione che creava sempre più disagio a Dolfin, soprattutto perché Borromeo controllava severamente la sua amministrazione e ne scopriva alcuni abusi. Tra le altre cose, venne criticato per il suo stile di vita stravagante e per il fatto di celebrare le funzioni religiose solo la domenica. Borromeo si lamentò anche di non sostenere gli sforzi di riforma della Chiesa cattolica o di non sostenerli con sufficiente energia. Messo alle strette dalla personalità dominante dell'arcivescovo di Milano, Dolfin colse ogni occasione per tenersi lontano dalla diocesi. 
Nel 1580 si recò in missione diplomatica a Norimberga e Praga per conto del Papa e, dopo una deviazione a Venezia e Roma, tornò a Brescia solo nel 1581. Nel 1583 accettò con amarezza le nomine cardinalizie del vescovo di Verona, Agostino Valier, e del vescovo di Cremona, Niccolò Sfondrati, appoggiati dal Borromeo, mentre lui non venne preso in considerazione. Il 1º maggio 1584 Dolfin morì a Brescia dopo una breve e grave malattia. Ricevette l'estrema unzione dallo stesso Carlo Borromeo sul letto di morte. La sua ultima sepoltura fu nel Duomo vecchio di Brescia.
Durante il suo episcopato eseguì lavori di completamento nel nuovo Palazzo Vescovile di Brescia, terminato pochi anni prima.

## Stemma
D'azzurro a tre delfini d'oro posti l'uno sull'altro.

## Successione apostolica
La successione apostolica è:
- Arcivescovo Alvise Michiel (1566)
- Vescovo Matteo Barbabianca (1567)
- Vescovo Johann Grodecký (1573)
- Vescovo Lambert Gruter (1574)